# Franka (personnage)
Pour les articles homonymes, voir Franka (homonymie).
Franka est un personnage de fiction principal de la série de bande dessinée du même nom créé en 1974 par l'auteur hollandais Henk Kuijpers pour la revue néerlandaise Pep.

## Biographie fictive

### Enfance
Née à Amsterdam dans la Hollande-Septentrionale des Pays-Bas, Francesca Victoria grandit auprès de sa mère et de son père Frank dans cette capitale. À l'âge de trois ans, un dimanche en fin d'été, elle perd son père dans un accident de voiture et, en raison de ceci, elle emménage avec sa mère dans un studio. En route pour Luxembourg, une nuit de pluie battante, en plein orage, sa mère rencontre Ben au milieu des Ardennes, l'homme idéal qu'elle avait attendu pendant deux années. La petite Franka a six ans quand elle habite dans une grande maison de son beau-père. À dix ans, sa demi-sœur Vianne est née.

### Vie privée

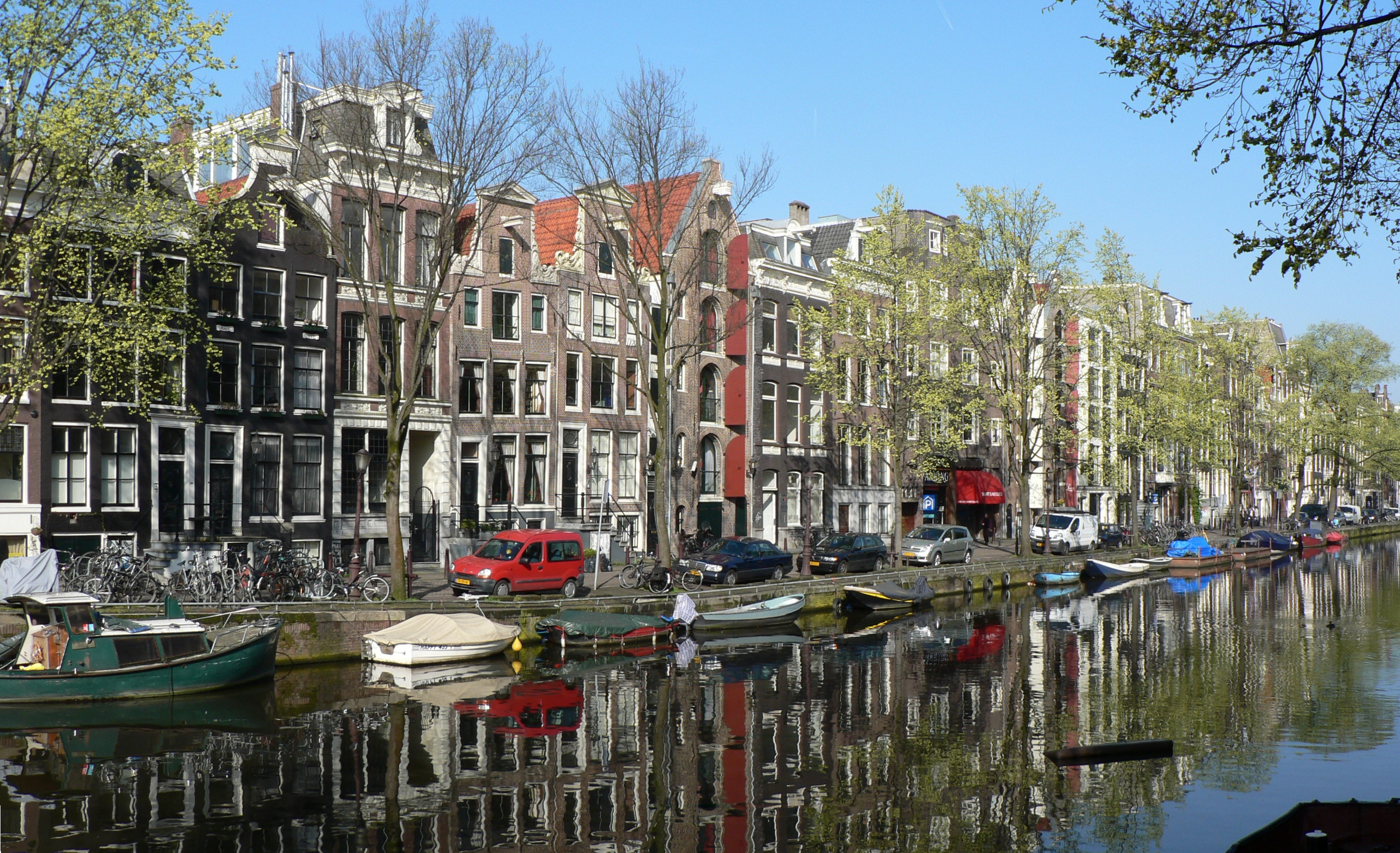
Au bord du canal, où aurait vécu Franka.

Franka a toujours vécu à Amsterdam. En effet, comme l'était mentionnée dans les cinq premiers volets, Groterdam est une ville imaginaire bien que l'auteur Henk Kuijpers s'en est inspirée de la capitale. À l'origine, son appartement se trouvant au bord du canal, au-dessus du café du propriétaire Moe Flon, a été mis en flammes par le terrible Freek Falegier. Elle a vécu un moment au troisième étage dans la rue du Vieux-Passage avant de déménager ailleurs, quelques années plus tard, dans un duplex avec balcon, puis encore plus grand au deuxième étage à la Leidseplein.
Elle apparaît souvent comme célibataire. Lors de son enquête à Lisbonne au Portugal, Franka poursuit les traces d'un voleur professionnel nommé Risque One, surnom de Rix, dont elle tombe éperdument amoureuse. Leur relation n'est pas souvent stable comme, par exemple, il avait cherché à séduire sa meilleure amie Furora. Réconciliés maintes fois, ils ont vécu passionnément jusqu'à la mort brutale de celui-ci en Turquie.
Franka est très attachée à son chien Bars qu'elle emmène dans ses aventures.

### Métiers
Elle est secrétaire dans le musée du crime à Groterdam avant de devenir soi-disant archéologue alors qu'elle tient une agence, chez elle, au deuxième étage à la Leidseplein dans la capitale : elle se montre plutôt une détective spécialisée dans les musées.

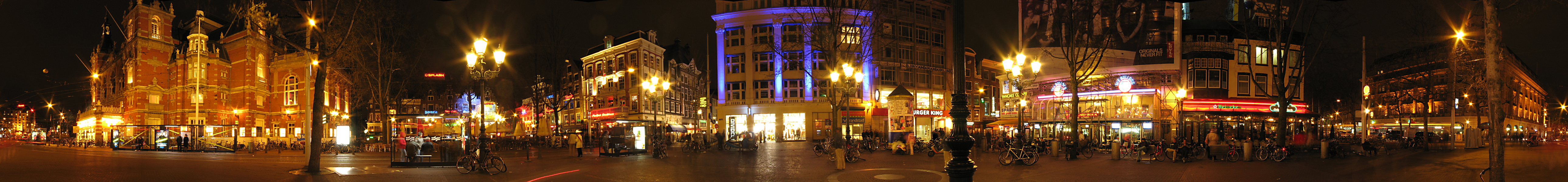
En plein centre-ville, la Leidseplein où vit Franka (comme le démontre dans Succès assuré).

.

## Naissance d'une rousse

### La vraie rousse
Étudiant en sociologie alors qu'il s'inspire de ses recherches dans toutes les prisons des Pays-Bas, Henk Kuijpers dessine dix planches sur « une histoire d'une équipe de professionnels du crime, mais pas des criminels. Dans l'épisode-test, j'avais attaqué avec des personnages qui travaillent dans le milieu du cinéma (cascadeur, scénariste, etc.) et qui étaient des spécialistes pour ce genre de film. »

Logo original apparu dans Pep (1974) avant d'être renommé en Het Misdaadmuseum (Le Musée du crime) pour l'album, en 1978.

Il les montre aux responsables de l’hebdomadaire Pep, Frans Buissink et Jan de Rooy, qui l'engagent quelques minutes de près, en 1973. Sa première histoire n'est jamais publiée. Il commence à écrire, l'année suivante, une nouvelle histoire qui a pour titre De Staatsgreep (Le Coup d’état), publié au no 48 en 1974.
C'est le chercheur d'emploi, Jarko Jansen, qui se présente comme personnage principal dans l'histoire, au côté de l'ancien commissaire Bert Krachun devenu directeur du musée du crime et de la secrétaire rousse Franka. Ces personnages-là, les éditeurs n'en sont pas vraiment satisfaits et demandent à Henk Kuijpers une suite. Grâce aux lecteurs hollandais qui « ont surnommé la bande La bande dessinée avec la fille », l'auteur, ayant une idée derrière la tête, se concentre alors sur Franka.
C'est pour cette raison que le titre De Staatsgreep a été modifié en Het Misdaadmuseum (Le Musée du crime), en 1978 afin de poursuivre les aventures de l'héroïne rousse.

### Quand la rousse devient châtaine

Premier logo apparu dans Spirou no 2241, soit à partir de second épisode.

Fidèle à Spirou depuis son enfance, Henk Kuijpers se rend chez l'éditeur Dupuis pour présenter son personnage à succès dans son pays. La maison d'édition, très intéressée, accepte avec pour condition d'utiliser ses propres films, et lui fait signer un contrat pour trois albums seulement. L'auteur, alors, remet en couleur et fait des lettrages sur ses planches, opérant quelques changements graphiques afin d'améliorer la narration, ce qui fait que Franka a les cheveux châtains dans les pages francophones à partir du 12 mars 1981.
Quelques mois après, en octobre 1981, Dupuis assure l'impression du Musée du crime en album broché, ainsi que L'Œuvre d'art en 1982 et Drôle de cirque en 1983.